# Psychiatrisch Ziekenhuis Heilige Familie
Het Psychiatrisch Ziekenhuis Heilige Familie is een katholiek psychiatrisch ziekenhuis in de Belgische stad Kortrijk. Het ziekenhuis bevindt zich in het centrum van de stad, aan de Groeningelaan (nabij het Groeningemonument) en richt zich op psychiatrische patiënten.
Het ziekenhuis, dat in 1950 werd opgericht, maakt deel uit van de vereniging zonder winstoogmerk (v.z.w.) Gezondheidszorg Heilige Familie die tevens een aantal andere instellingen omvat: de kinderpsychiatrische dienst de Korbeel, het woon -en zorgcentrum Sint Carolus, de serviceflats Guido Gezelle en de forensische jeugdpsychiatrische afdeling De Patio. Het ziekenhuis is erkend, volgens de gegevens van het Vlaams Agentschap Zorg en Gezondheid, als psychiatrisch ziekenhuis.
Het ziekenhuis telt 90 erkende plaatsen voor volwassenen waarvan 75 plaatsen voor ziekenhuisopname en 15 plaatsen voor dagbehandeling. Daarnaast zijn er nog plaatsen voor de onderdelen kinder- en jeugdpsychiatrie en forensische jeugdpsychiatrie.